# Yanhuang Xuedi
Koordinaten: 72° 39′ S, 77° 32′ O
Yanhuang Xuedi ist eine 2500 m hoch gelegene Region des antarktischen Eisschilds im Sektor des ostantarktischen Prinzessin-Elisabeth-Lands. Sie liegt auf der Wegstrecke von der chinesischen Zhongshan-Station zum Dome A. 
Chinesische Wissenschaftler benannten sie im Jahr 2000 bei Satellitengeodäsie- und Kartierungsarbeiten.

## Weblink
- Yanhuang Xuedi im Composite Gazetteer of Antarctica (englisch)